# IV Szpital Miejski im. dr. Henryka Jordana w Łodzi
IV Szpital Miejski im. dr. Henryka Jordana w Łodzi – łódzki szpital znajdujący się w dzielnicy Bałuty na osiedlu Julianów, przy ulicy Przyrodniczej 7/9.
Szpital powstał w roku 1950 jako placówka o profilu ginekologiczno-położniczym.
W latach 2012–2014 został włączony w struktury Miejskiego Centrum Medycznego im. dr. Karola Jonschera w Łodzi (wcześniej: III Szpital Miejski im. dr. Karola Jonschera w Łodzi), w ramach którego w roku 2017 przy ul. Przyrodniczej funkcjonowały:
- Oddział Chorób Wewnętrznych, Geriatrii i Diabetologii
- Oddział Chorób Wewnętrznych i Geriatrii
- Oddział Ginekologii Operacyjnej i Zachowawczej.